# Gustave Koch
Pour les articles homonymes, voir Koch.
Gustave Koch, né à Phalsbourg (Moselle) le 9 février 1936, est un pasteur protestant et historien français dont les recherches portent principalement sur le protestantisme alsacien, Phalsbourg et sa région, le pasteur Jean-Frédéric Oberlin et le musée qui est dédié à celui-ci à Waldersbach.

## Biographie
Fils de pasteur, il étudie la théologie à la Faculté de théologie protestante de Strasbourg de 1953 à 1958, avant d'être envoyé en Algérie en tant qu'aumônier auxiliaire dans le cadre de son service militaire. Il exerce ensuite son ministère pastoral dans plusieurs paroisses du Bas-Rhin, d'abord à Strasbourg et à l'église Saint-Pierre-le-Vieux (1974-1991), enfin à Wasselonne.
En parallèle il se consacre aussi à l'enseignement et à l'érudition. De 1960 à 1974 il est rattaché en tant que troisième pasteur au Temple Neuf, un poste historiquement dédié au collège Saint-Guillaume. En collaboration avec le professeur Rodolphe Peter (1914-1987), il entreprend la modernisation et le développement de la bibliothèque du Collegium Wilhelmitanum, en recentrant notamment la section des alsatiques sur le protestantisme. En 1987 il soutient à Strasbourg une thèse de 3e cycle de Sciences des religions intitulée Eckhart zum Drübel, témoin de la Réforme en Alsace.
De 1968 à 1985 il est en outre le directeur de la publication Ensemble, le journal des Églises protestantes de la région de Strasbourg. Le Nouveau dictionnaire de biographie alsacienne (NDBA) et le Nouveau dictionnaire biblique (NDB) lui doivent de nombreuses notices, les Cahiers de la Société d'histoire et d'archéologie de Saverne et environs (CSHASE) ont publié ses articles.
En 2013 et 2014 il édite les œuvres et la correspondance du pasteur Oberlin.

## Publications
- « Pasteurs dans la région de Phalsbourg vers la fin du XVIe siècle : compléments au répertoire des pasteurs de M.-J. Bopp », in Marijn de Kroon et Marc Lienhard, Horizons européens de la Réforme en Alsace : mélanges offerts à Jean Rott pour son 65e anniversaire, Librairie ISTRA, Strasbourg, 1980, p. 149-158
- « Les controverses de Phalsbourg en Lorraine (1620-1621) », in Michel Péronnet (dir.), La controverse religieuse (XVIe siècle-XIXe siècle), Montpellier, 1980, p. 93-115
- « Les attaques d'Antoine Lescaille contre le pasteur de Phalsbourg Benjamin Massin », in Michel Péronnet (dir.), La controverse interne au protestantisme (XVIe siècle-XXe siècle, actes du 2e Colloque Jean Boisset, VIIe Colloque du Centre d'histoire des Réformes et du Protestantisme [Montpellier, 22 au 25 septembre 1983], Université Paul Valéry, 1983
- (en collaboration avec Marc Lienhard), Les Protestants d'Alsace : du vécu au visible, Oberlin, Strasbourg, Mars et Mercure, Wettolsheim, 1985, 174 p.
- Eckhart zum Drübel : témoin de la Réforme en Alsace, Association des publications de la Faculté de théologie protestante, Strasbourg, 1990, 171 p. (texte remanié de sa thèse)
- (de) « Predigttradition im Elsass und in Lothringen », in Lutherische Kirche in der Welt : Jahrbuch des Martin-Luther-Bundes, vol. 40, 1993, p. 117-128
- « Le rôle du Gustav-Adolf-Verein dans le développement du protestantisme en Moselle (1870-1918) », in Les Cahiers lorrains, 1995, nos 2-3, p. 159-168
- (traduction de l'allemand), Phalsbourg : avant, pendant et après la Libération, 1942-1945 : extraits du journal d'Edouard Friedrich, Éditions du Musée de Phalsbourg, Phalsbourg, 2009, 87 p.  (ISBN 2-913162-88-6)
- (édition scientifique), Johann Friedrich Oberlin/Jean Frédéric Oberlin. Gesammelte Schriften/Écrits choisis, tome 1 (1740-1774) et tome 2 (1775-1784) Briefwechsel und zusätzliche Texte/Correspondance et textes complémentaires, Nordhausen, Verlag Traugott Bautz GmgH, 2013  (ISBN 9783883098135) et 2014  (ISBN 9783883098968)